# Notoplax richardi
Notoplax richardi is een keverslakkensoort uit de familie van de Acanthochitonidae. De wetenschappelijke naam van de soort is voor het eerst geldig gepubliceerd in 1990 door Kaas.